# Drzym mały
Drzym mały (Micromonacha lanceolata) – gatunek małego ptaka z rodziny drzymów (Bucconidae). Występuje w Ameryce Centralnej i Południowej. Nie jest zagrożony wyginięciem.

## Taksonomia
Po raz pierwszy gatunek opisał Émile Deville. Opis ukazał się na łamach Revue et magasin de zoologie pure et appliquée w 1849. Holotyp pochodził ze wschodniego Peru. Autor nadał mu nazwę Bucco lanceolata. Obecnie (2020) Międzynarodowy Komitet Ornitologiczny umieszcza drzyma małego w monotypowym rodzaju Micromonacha; nie wyróżnia podgatunków. W 1924 Jonathan Dwight i Ludlow Griscom opisali podgatunek Micromonacha lanceolata austinsmithi na podstawie holotypu z Kostaryki; podstawą do wyróżnienia go miały być wymiary dzioba i dłuższe pióra na brodzie. Te cechy nie są jednak stałe oraz wystarczające do uznania tych ptaków za przedstawicieli osobnego podgatunku.

## Morfologia
Długość ciała wynosi 13–15 cm, masa ciała 19–22 g. Wymiary szczegółowe u jednego osobnika nieznanej płci: długość skrzydła: 61 mm, długość dzioba (górna krawędź): 21,9 mm, długość skoku: 16 mm, długość ogona: 43,3 mm.
Wierzch ciała rdzawobrązowy. Kantarek i przód głowy biały, od wierzchu głowy oddziela je wąski, czarny pasek. Spód ciała biały, wyróżniają się czarne stosiny. Okolice kloaki porastają pióra rdzawe. Sterówki z wierzchu zbliżone barwą do wierzchu ciała, od spodu bardziej popielate. Na bocznych sterówkach przed ich końcami występuje czarny pas. Pokrywy podskrzydłowe płowobiałe.

## Zasięg występowania
Zasięg występowania drzyma małego obejmuje obszar karaibskich stoków Kostaryki i zachodnio-centralnej Panamy, zachodnią, południowo-zachodnią i południowo-centralną Kolumbię na południe przez Andy – po ich stronie zachodniej po północno-zachodni Ekwador, a po wschodniej po północno-wschodnie Peru, zachodnią Brazylię i centralną Boliwię. Do 2000 w Boliwii był stwierdzany jedynie 3 razy.

## Ekologia i zachowanie
Ekologia tych ptaków jest bardzo słabo poznana. Wiadomo, że zamieszkują lokalnie wilgotne, nizinne lasy i zbocza górskie. Odnotowywane były na wysokości 300–2100 m n.p.m., jednak przeważnie poniżej 1500 m n.p.m. Ze względu na zwyczaje i niewyróżniający się głos tych ptaków łatwo je przeoczyć. Odzywają się 1–5 wysokimi, cienkimi, prostymi i wzrastającymi gwizdami. Żywią się owadami, w tym prostoskrzydłymi; zjadają również jagody.

### Lęgi
Do 2000 rozród drzymów małych nie został opisany. Tamtego roku po raz pierwszy opisano gniazdo gatunku znalezione 19 maja. Miało formę głębokiej na 40 cm nory wykopanej w nasypie ścieżki 73 cm nad powierzchnią gruntu. Wejście było okrągłe o wymiarach blisko 5 na 6 cm. Zawierało 2 jaja o czysto białej skorupce. 31 maja były nadal niewyklute.

## Status i zagrożenia
IUCN od 2000 uznaje drzyma małego za gatunek najmniejszej troski (LC, Least Concern); wcześniej klasyfikowała go jako gatunek bliski zagrożenia (NT, Near Threatened). W 1996 ptak ten opisywany był jako rzadki i rozmieszczony plamowo. W 2019 organizacja Partners in Flight szacowała, że liczebność światowej populacji mieści się w przedziale 50–500 tysięcy dorosłych osobników, a jej trend jest lekko spadkowy. Drzymy małe zdają się do pewnego stopnia tolerować wpływ człowieka na środowisko. Zamieszkują również obszary chronione, np. Park Narodowy Podocarpus i Park Narodowy Yasuní (Ekwador).